# Меджул

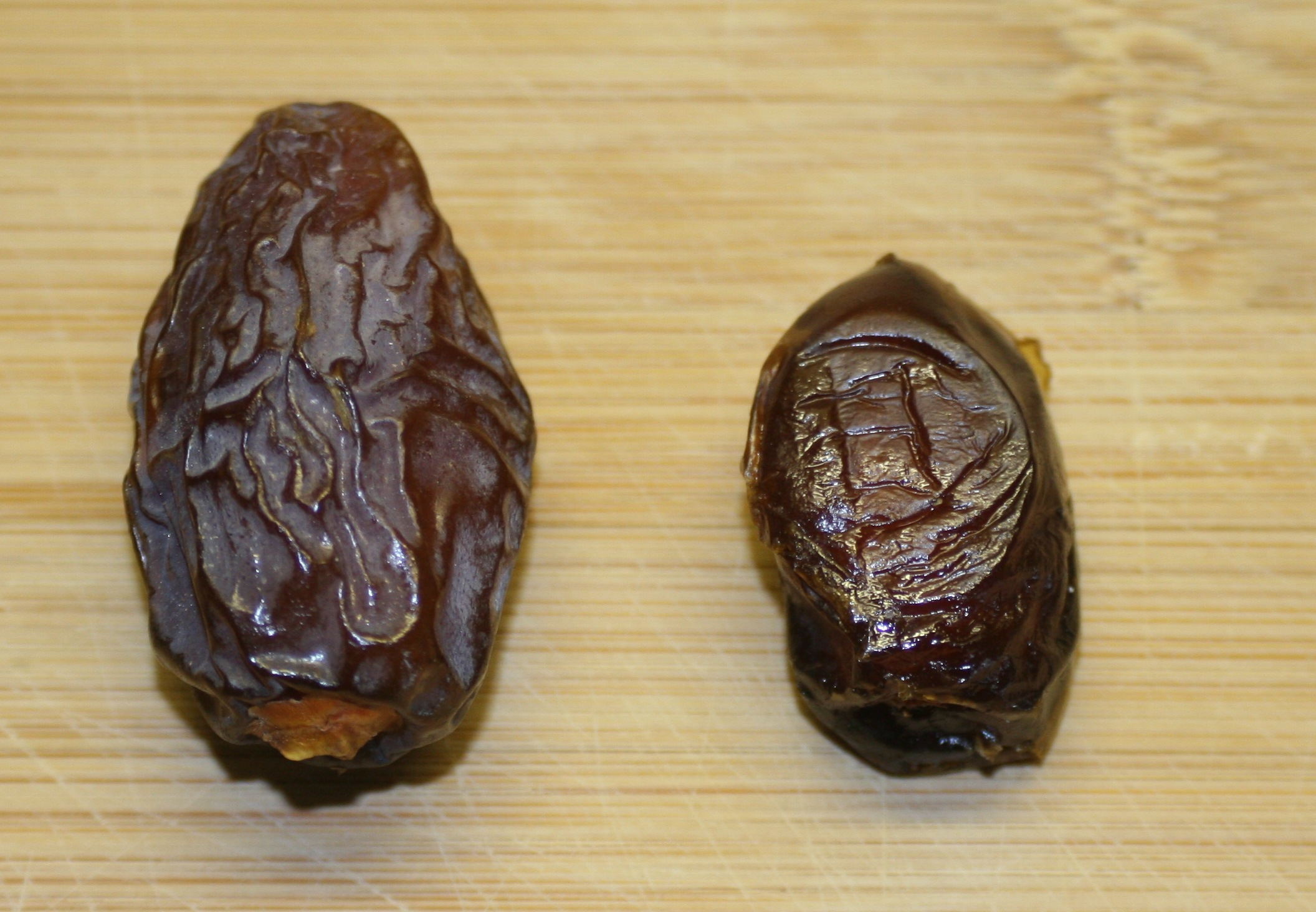
Финик сорта меджул (слева) по сравнению со «стандартным» фиником (справа).

Меджул (араб. تمر المجهول‎, тамар аль-меджул, буквально «неизвестный», «невиданный (прежде)»; также известны, как королевские финики) — культурный сорт фиников, выращиваемый в промышленных масштабах во многих странах Ближнего Востока. От других сортов финики сорта меджул отличаются очень крупным (для фиников) размером плодов, которые остаются достаточно мягкими даже после высушивания. Вкус описывается, как насыщенный и менее приторный, чем у ряда других сортов.
Финики сорта Меджул, как считается, происходят из региона Тафилалет в Марокко. В настоящее время крупнейшим производителем фиников сорта меджул, занимающим до 80 процентов мирового рынка, является Израиль. Сам сорт, в свою очередь, является одним из самых популярных в Израиле. Кроме Израиля и Марокко, такие финики выращиваются в Иране, Иордании, Саудовской Аравии, а также в США (в Калифорнии) и в ЮАР.